# 淡嶋神社

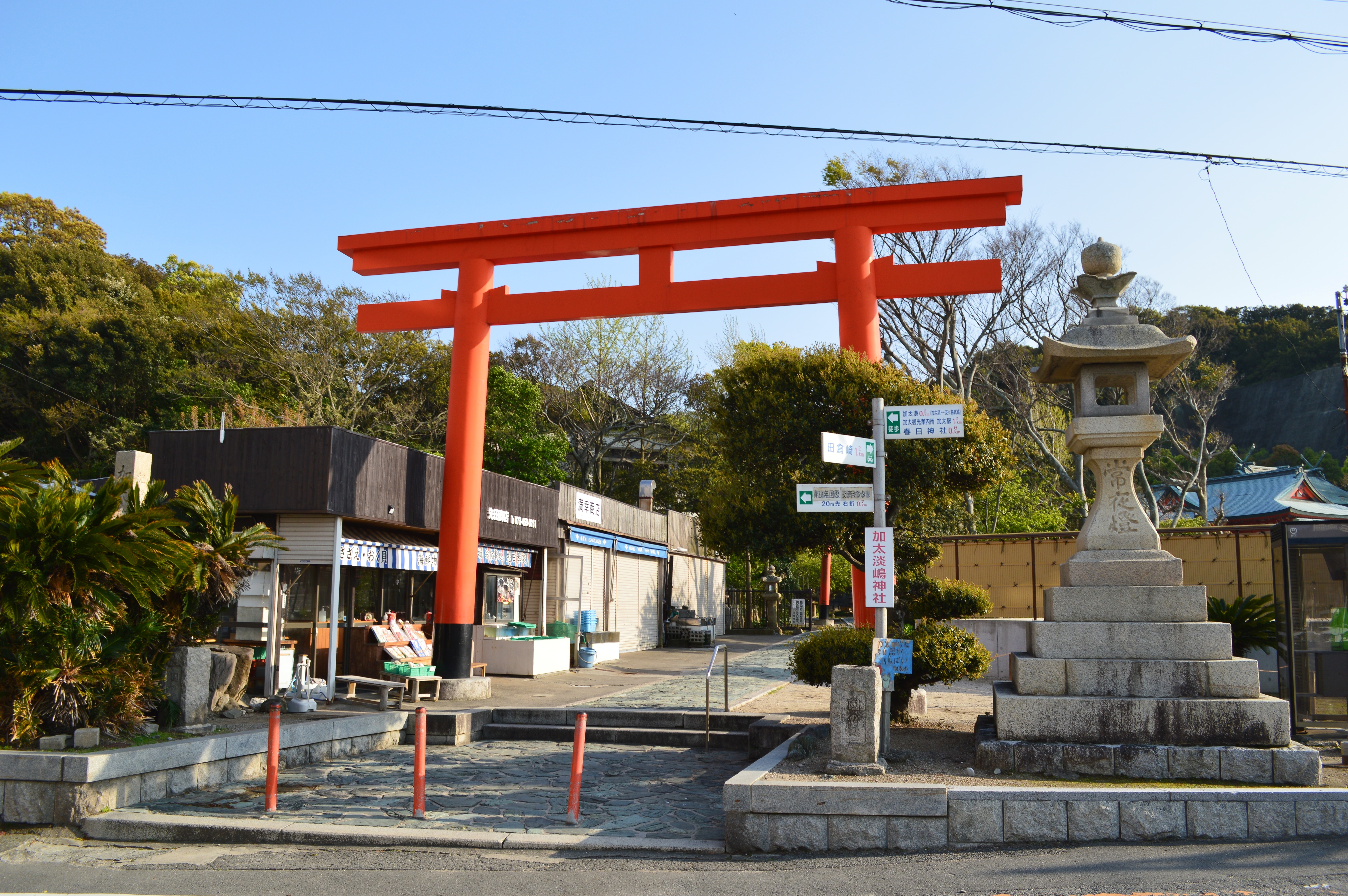
鳥居

淡嶋神社（あわしまじんじゃ）は、和歌山県和歌山市加太にある神社。式内社論社で、旧社格は郷社。
全国にある淡島神社・粟島神社・淡路神社の総本社である。人形供養で知られ、境内一円に全国から奉納された2万体にも及ぶ無数の人形が並んでいる。

## 祭神
- 少彦名命（すくなひこなのみこと）
- 大己貴命（おほなむじのみこと）
- 息長足姫命（おきながたらしひめのみこと）

ただし、淡島神の本体については諸説ある。

## 歴史
淡嶋神社系統の神社は日本国内に約1000社余りあるが、当神社はその総本社であり、和歌山県内でも屈指の歴史を誇る。
神話において日本を創造したと伝えられる少彦名命（すくなひこなのみこと）と大己貴命（おほなむじのみこと）の祠が加太の沖合いの友ヶ島のうちの神島（淡島）に祀られたことが始まりとされる。社伝によれば、三韓出兵の帰途瀬戸の海上での突然の嵐に遭遇した神功皇后が、船中で祈りを捧げたところ、「船の苫を海に投げ、その流れのままに船を進めるように」とのお告げにより友ヶ島に無事入港できたことを感謝し、持ち帰った三韓渡来の宝物を先述の二神に奉納した。その数年後、神功皇后の孫である仁徳天皇が友ヶ島に狩りに来た際、その事実を聞くにおよび、島では不自由であろうと考え、社を対岸の加太に移し、現在のような社殿を建築したことが淡嶋神社の起こりとされる。
淡島神は住吉神の妃神で、婦人病にかかったため淡島に流され、そこで婦人病を治す誓いを立てたとする伝承もあるが、これは、淡島が住吉大社の社領となっていたことによる後世の附会と考えられている。このことにより、淡嶋神社は、婦人病を始めとして安産・子授けなど女性に関するあらゆることを祈願する神社となった（ただし、加太淡嶋神社では少彦名命が医薬の神であるからと説明している）。
江戸時代には、淡島願人（あわしまがんにん）と呼ばれる人々が、淡島明神の人形を祀った厨子を背負い、淡島明神の神徳を説いて廻ったため、淡島信仰が全国に広がった。
現在の社殿は豊臣秀吉の紀州征伐で焼失したが、その後浅野幸長が再建、紀州徳川家初代・徳川頼宣が修復を加え、さらに江戸時代末期に第10代・徳川治宝が造営、1979年（昭和54年）に現在の新社殿となった。

## 人形供養

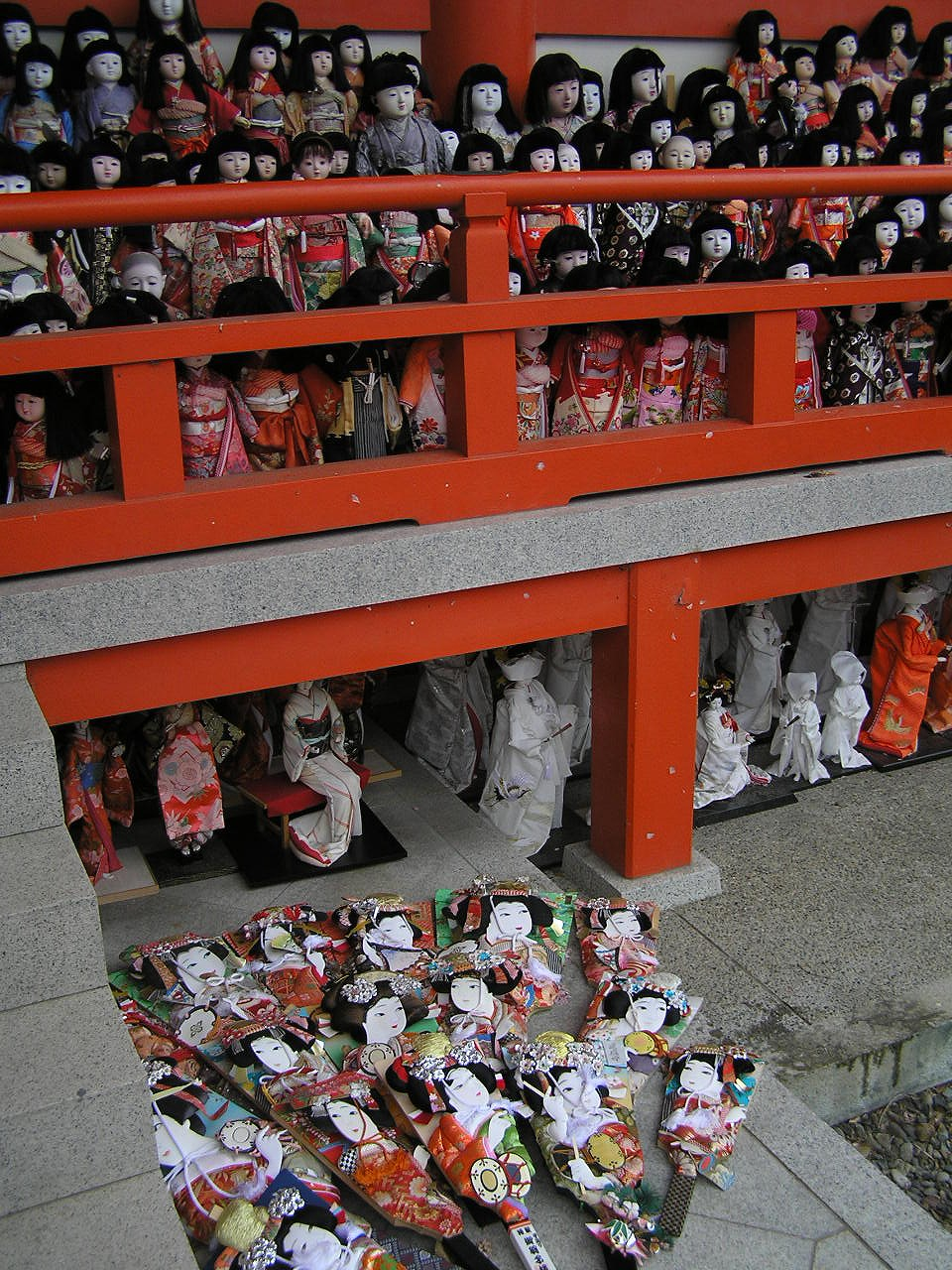
約2万体あるといわれる奉納された人形が社殿を埋める

人形供養の神社としても有名で、境内には供養のために納められた、無数の日本人形や市松人形が境内に隙間なく陳列されている。その他信楽焼の狸の置物や招き猫、福助人形などといった郷土玩具も所狭しと並べられている。なお、その光景を一部のマスコミが心霊スポットとして採り上げることがある。そのことに対して、神社の神職も「遊んでもらえる、見られることが供養につながる」という考えに基づいており、むしろ（どういう方面であれ）人形に関心を持ってもらえることに意義を持つという立場をとっており、日本人形協会と反発を繰り返していた。
その流れの中で2016年9月、供養のために同神社へ納められた数百体の人形をユニバーサル・スタジオ・ジャパンが開催する「ハロウィーン・ホラー・ナイト」（en:Halloween Horror Nights）「祟 TATARI ～生き人形の呪い～」というイベントに貸し出した。ただし、この供養として納められた人形を、供養を依頼した本人に無断で貸し出した行為に関して、世間の批判を浴びることになった。

## 針供養
針供養の神社としても有名で、同神社境内には針塚が建てられており毎年2月ごろに全国から集められた針を供養する。近年では縫い物をする機会が少なくなっていることから、供養に奉納される針の数も減っているという。

## 婦人病祈願
淡島神は婦人病にかかったため淡島に流されたという伝承から、婦人病を始めとして安産・子授けなど女性のあらゆる下の病を快癒してくれる神社とされている。かつては祈願のため男根形や自身の髪の毛などが奉納されていたが、現在はそれらに代わって自身の穿いていた下着を奉納する女性が多い。境内奧の末社には絵馬などと共に多数の女性用下着が奉納されている。

## 祭事
- 針祭（針供養）（2月8日）
- 雛祭（雛流し）（3月3日）
- 春の大祭（4月3日）
- たなばた祭（7月1日-7日）[4]
- 夏祭（7月31日-8月3日）
- 秋の大祭（甘酒祭）（10月3日）

## 文化財

### 重要文化財（国指定）
- 金銅造丸鞘太刀 中身無銘（工芸品） - 鎌倉時代の作。1920年（大正9年）4月15日指定[5]。
- 大円山形星兜（工芸品） - 鎌倉時代の作。1921年（大正10年）4月30日指定[6]

## ギャラリー

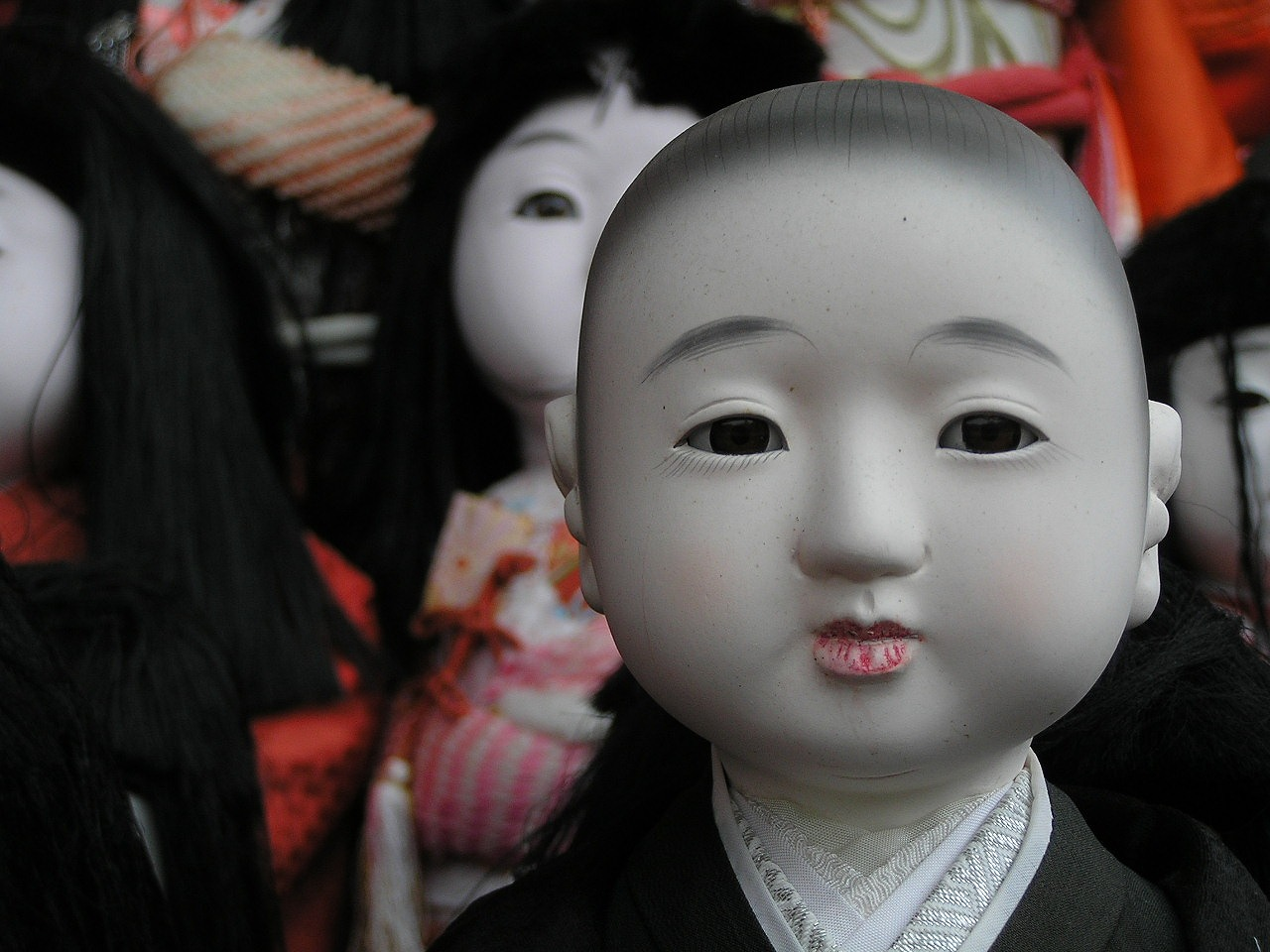
奉納された人形1
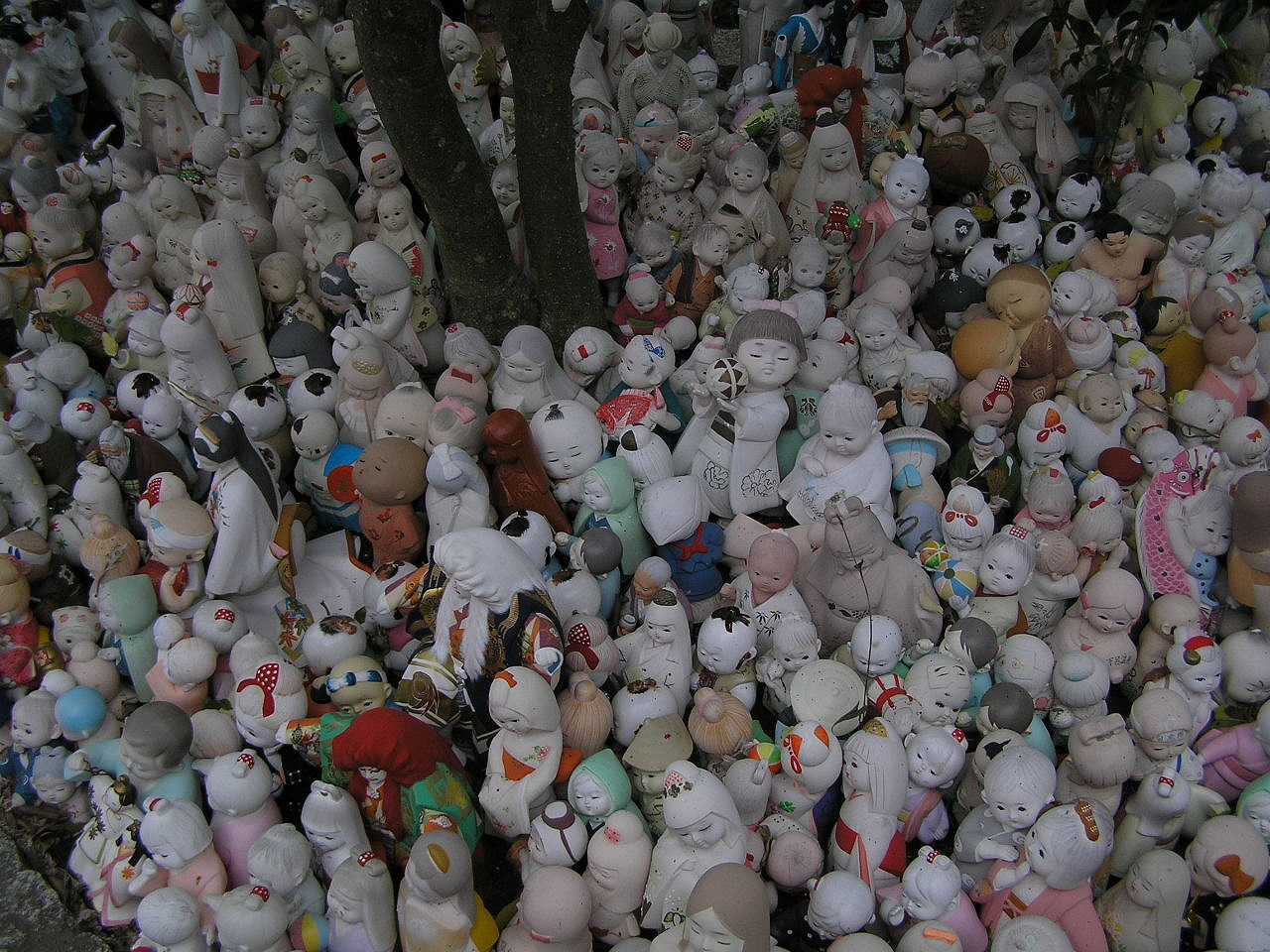
奉納された人形2
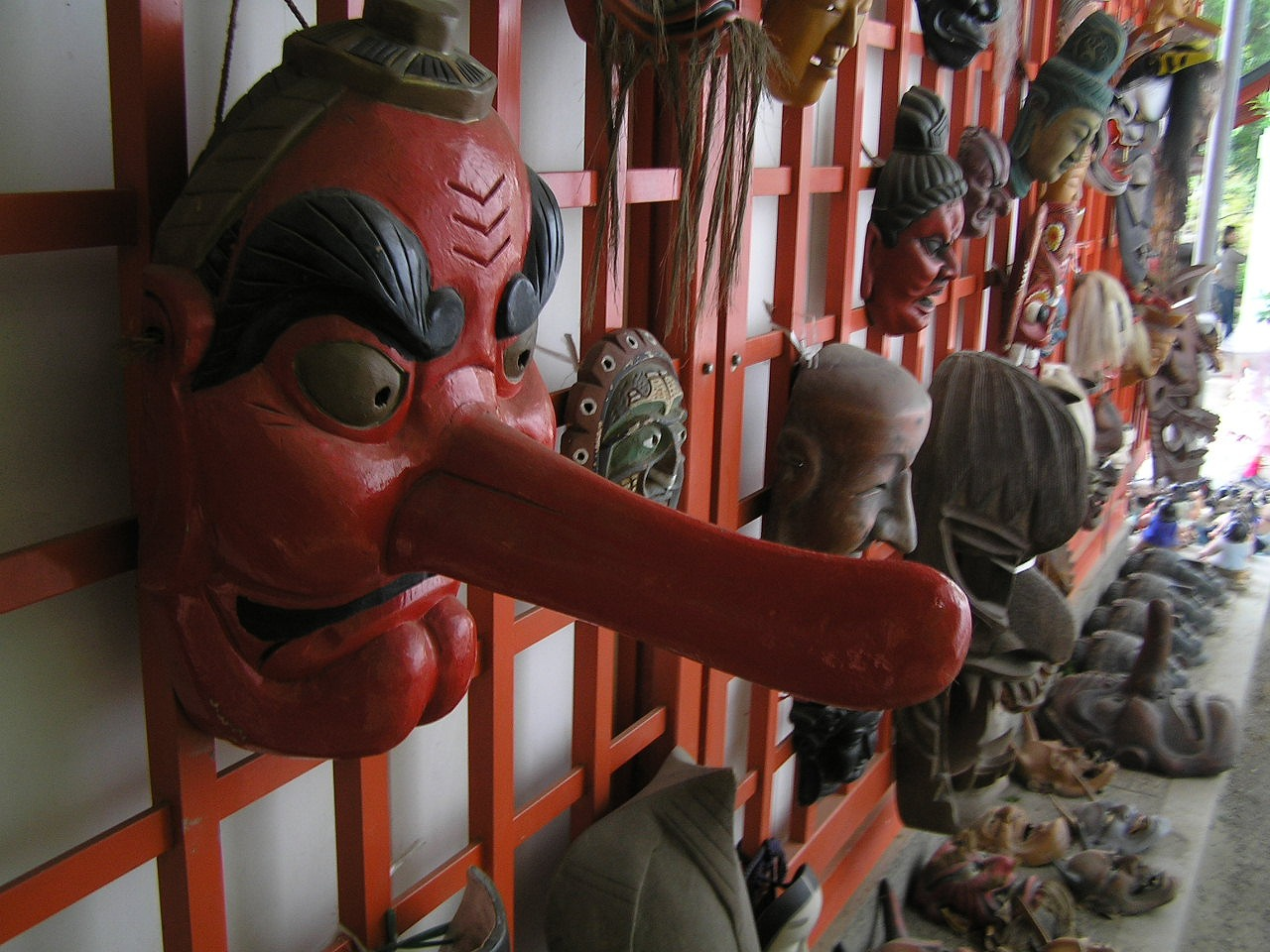
人形ばかりでなくさまざまな面もある
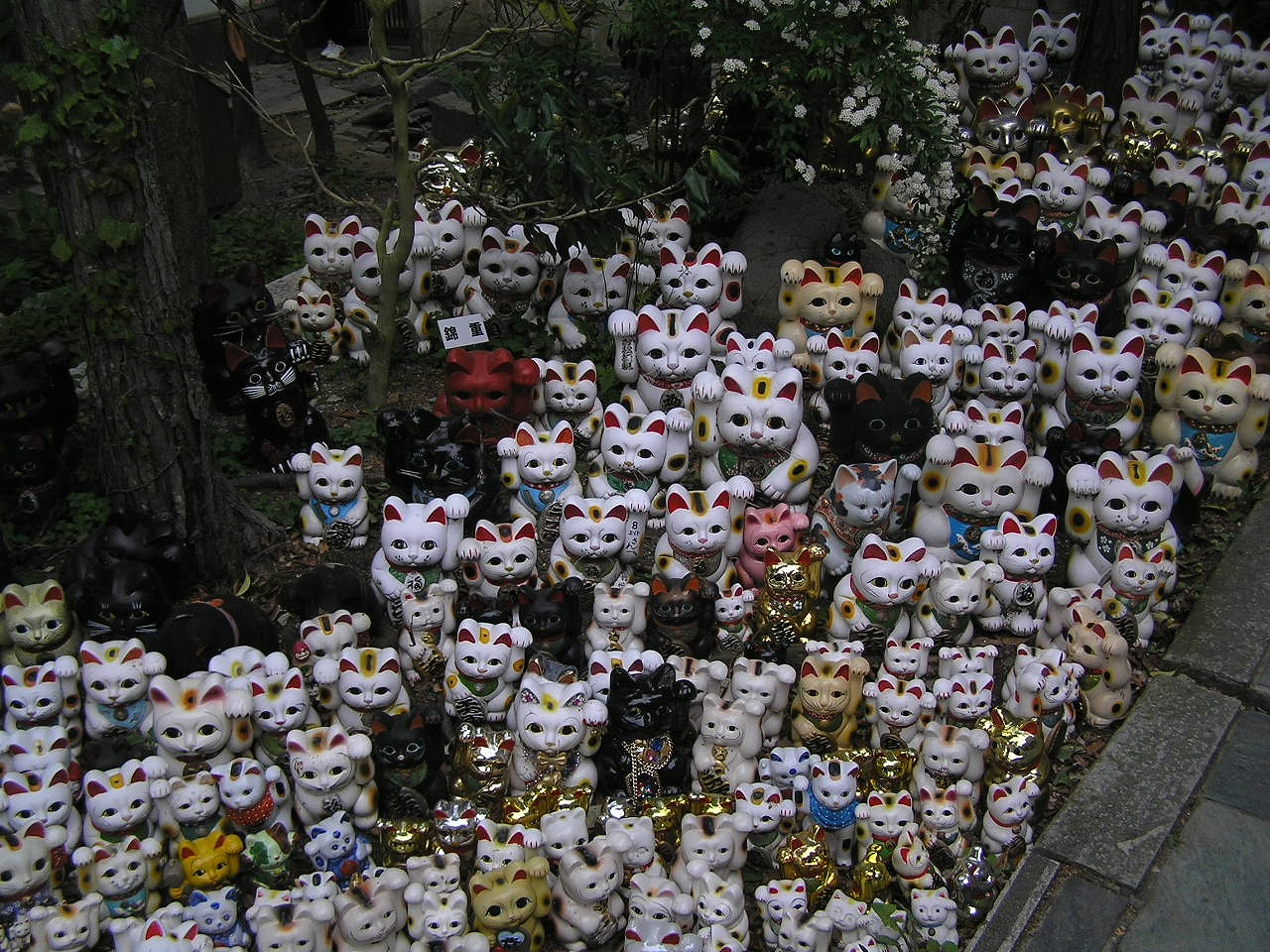
招き猫のコーナー
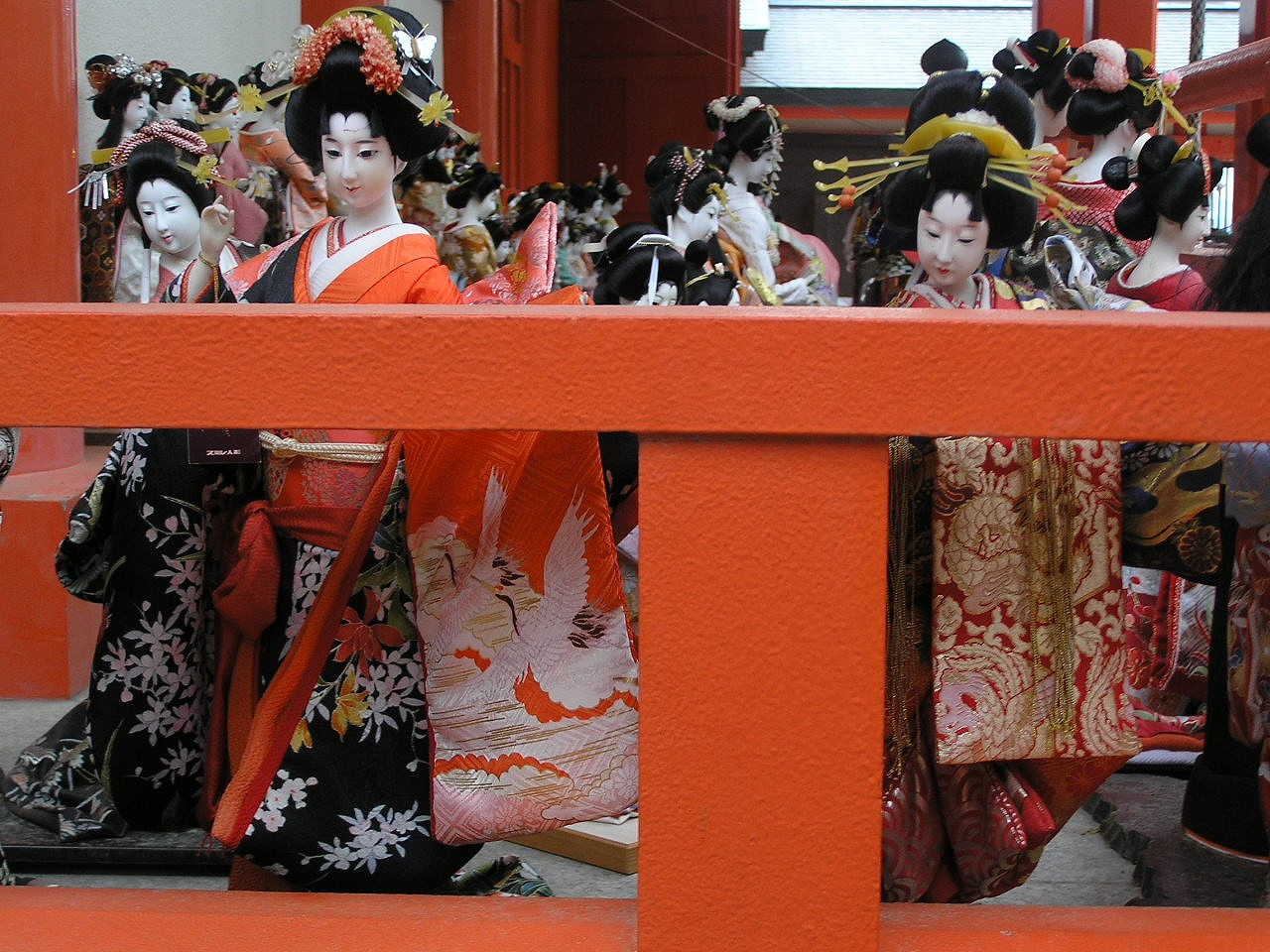
まだ美しい日本人形

## 交通
最寄りの駅は南海加太線加太駅。但しそこからは、徒歩20分強（15分と書いてあるサイトがあるが誤りである）、タクシーも駅前に1台いるだけであり、デマンド型乗合タクシーを除いて公共交通機関がないので注意。

## 周辺情報
- 加太春日神社
- 友ヶ島
- 加太淡嶋温泉